# Пугачевський (Челябінська область)
Пугачевський (рос. Пугачёвский) — селище у Чебаркульському районі Челябінської області Російської Федерації.
Входить до складу муніципального утворення Сарафановське сільське поселення. Населення становить 43 особи (2010).

## Історія
Від 1935 року належить до Чебаркульського району Челябінської області.
Згідно із законом від 16 листопада 2004 року органом місцевого самоврядування є Сарафановське сільське поселення.

## Населення
| 2002 | 2010 |
| ---- | ---- |
| 52   | ↘43  |